# Beaussais-Vitré
Beaussais-Vitré is een gemeente in het Franse departement Deux-Sèvres in de regio Nouvelle-Aquitaine. De gemeente telt 955 inwoners (2010) en maakt deel uit van het arrondissement Niort.

## Geschiedenis
De gemeente ontstond op 1 januari 2013 door de fusie van de voormalige gemeenten Beaussais en Vitré.

## Geografie
De oppervlakte van Beaussais-Vitré bedraagt 25,62 km², de bevolkingsdichtheid is 37,0 inwoners per km².
De onderstaande kaart toont de ligging van Beaussais-Vitré met de belangrijkste infrastructuur en aangrenzende gemeenten.

## Demografie
Onderstaande figuur toont het verloop van het inwonertal (bron: INSEE-tellingen).